# Aparición del Espíritu Santo a santa Teresa de Jesús (Cambridge)

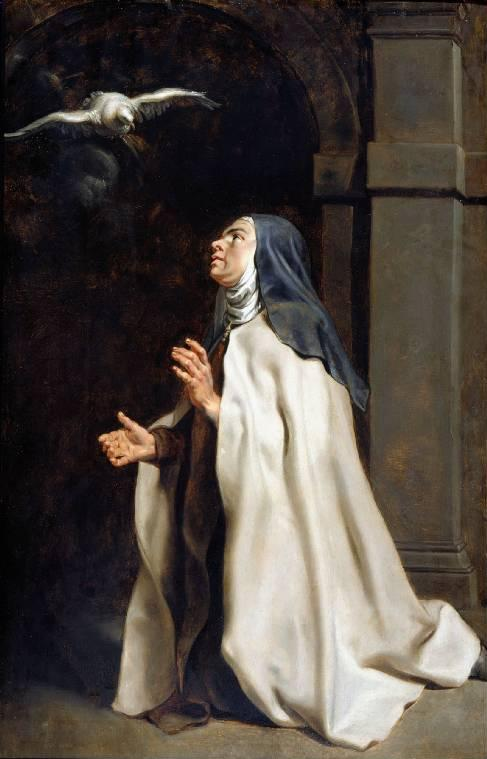
Aparición del Espíritu Santo a Santa Teresa de Jesús (c. 1614) de Rubens.

La aparición de Espíritu Santo a Santa Teresa de Jesús  es un óleo sobre tabla pintado por Pedro Pablo Rubens, c. 1614, ahora en el Museo Fitzwilliam en Cambridge, al cual fue asignado por el Gobierno del Reino Unido en 1999 después de ser aceptado en lugar del impuesto de herencia. Es una de las tres versiones ejecutadas por Rubens del tema, estando las otras en Róterdam y en una colección privada.
La obra en Cambridge aparece en el fondo del estudio pintado por David Teniers el Joven en su Estudio de un pintor alrededor de 1650 y Pierre van Schuppen produjo una impresión por la misma época que más tarde poseyó el Príncipe de Ligne, de cuya colección fue vendida en París en 1843. Apareció en otras dos subastas en el siglo XIX, pero su paradero fue luego desconocido hasta 1973.